# المياسيم

تعديل مصدري - تعديل

المياسيم هي إحدى حارات مدينة ذي السفال أحد مدن محافظة إب، بلغ تعداد سكانها 421 نسمة حسب تعداد اليمن لعام 2004.